# Tweede klasse 1928-29 (voetbal België)
Het seizoen 1928/29 was de vijftiende editie van de Belgische Tweede Klasse. De competitie vond plaats tussen september 1928 en juni 1929. De officiële naam destijds was Division 1 (Eerste Afdeeling). 
RFC Brugeois werd kampioen en promoveerde samen met vice-kampioen SC Anderlechtois naar de Ere-afdeling.

## Gedegradeerde teams
Deze teams waren gedegradeerd uit de Ere-Afdeling voor de start van het seizoen:
- RFC Brugeois (laatste in degradatie-eindronde) degradeerde na 25 seizoenen in Ere-Afdeling voor het eerst naar 2e nationale.
- SC Anderlechtois (laatste) degradeerde na één seizoen in Ere-Afdeling.

## Gepromoveerde teams
Deze teams waren gepromoveerd uit de Bevordering voor de start van het seizoen:
- AS Renaisienne (kampioen reeks A) promoveerde na 2 seizoenen terug naar 2e nationale.
- Vilvorde FC (kampioen reeks B) promoveerde na 2 seizoenen terug naar 2e nationale.
- Tubantia FAC (kampioen reeks C) promoveerde voor het eerst naar 2e nationale.

## Deelnemende teams
Deze ploegen speelden in het seizoen 1928-1929 in Eerste Afdeling. Bij elke ploeg wordt het stamnummer aangegeven. De nummers komen overeen met de plaats in de eindrangschikking. 
| Stam- nummer | Club                 | Plaats                 |    |
| ------------ | -------------------- | ---------------------- | -- |
| 3            | RFC Brugeois         | Brugge                 | 1  |
| 35           | SC Anderlechtois     | Anderlecht             | 2  |
| 52           | TSV Lyra             | Lier                   | 3  |
| 15           | R. Uccle Sport       | Ukkel                  | 4  |
| 148          | FC Turnhout          | Turnhout               | 5  |
| 51           | CS La Forestoise     | Vorst                  | 6  |
| 49           | Vilvorde FC          | Vilvoorde              | 7  |
| 64           | Tubantia FAC         | Borgerhout             | 8  |
| 4            | RFC Liégeois         | Luik                   | 9  |
| 8            | RCS Verviétois       | Verviers               | 10 |
| 47           | White Star Woluwe AC | Sint-Lambrechts-Woluwe | 11 |
| 73           | CS Tongrois          | Tongeren               | 12 |
| 58           | Boom FC              | Boom                   | 13 |
| 38           | AS Renaisienne       | Ronse                  | 14 |

| 1 2 3 4 5 6 7 8 9 10 11 12 13 14 Geografische verspreiding clubs |

## Eindstand Eerste Afdeling
|   |    |                      | P  | W  | G | V  | +  | -  | DS  | Ptn |
| - | -- | -------------------- | -- | -- | - | -- | -- | -- | --- | --- |
| K | 1  | RFC Brugeois         | 26 | 20 | 3 | 3  | 79 | 28 | 51  | 43  |
| P | 2  | SC Anderlechtois     | 26 | 18 | 2 | 6  | 81 | 37 | 44  | 38  |
|   | 3  | TSV Lyra             | 26 | 15 | 4 | 7  | 60 | 45 | 15  | 34  |
|   | 4  | R. Uccle Sport       | 26 | 13 | 4 | 9  | 59 | 55 | 4   | 30  |
|   | 5  | FC Turnhout          | 26 | 12 | 6 | 8  | 58 | 48 | 10  | 30  |
|   | 6  | CS La Forestoise     | 26 | 11 | 4 | 11 | 65 | 53 | 12  | 26  |
|   | 7  | Vilvorde FC          | 26 | 10 | 4 | 12 | 63 | 54 | 9   | 24  |
|   | 8  | Tubantia FAC         | 26 | 9  | 6 | 11 | 55 | 60 | -5  | 24  |
|   | 9  | RFC Liégeois         | 26 | 10 | 4 | 12 | 47 | 53 | -6  | 24  |
|   | 10 | RCS Verviétois       | 26 | 10 | 2 | 14 | 57 | 73 | -16 | 22  |
|   | 11 | White Star Woluwe AC | 26 | 8  | 6 | 12 | 43 | 58 | -15 | 22  |
| D | 12 | CS Tongrois          | 26 | 8  | 5 | 13 | 51 | 70 | -19 | 21  |
| D | 13 | Boom FC              | 26 | 7  | 5 | 14 | 59 | 72 | -13 | 19  |
| D | 14 | AS Renaisienne       | 26 | 2  | 3 | 21 | 25 | 96 | -71 | 7   |

P: wedstrijden gespeeld, W: wedstrijden gewonnen, G: gelijke spelen, V: wedstrijden verloren, +: gescoorde doelpunten, -: doelpunten tegen, DS: doelsaldo, Ptn: totaal punten
 K: kampioen en promotie, P: promotie, D: degradatie

## Promoverende teams
De kampioen en vice-kampioen promoveerden naar Ere Afdeling op het eind van het seizoen:
- RFC Brugeois (kampioen) promoveerde na 1 seizoen terug naar Ere Afdeling.
- SC Anderlechtois (vice-kampioen) promoveerde na 1 seizoen terug naar Ere Afdeling.

## Degraderende teams
De drie laatste ploegen degradeerden naar Bevordering op het eind van het seizoen:
- CS Tongrois (12e) degradeerde na twee seizoenen in 2e nationale.
- Boom FC (voorlaatste) degradeerde na vijf seizoenen in 2e nationale.
- AS Renaisienne (laatste) degradeerde na één seizoen in 2e nationale.

## Voetnoten
1. ↑  In 1947 werd het stamnummer van CS Tongrois veranderd van 73 in 54.